# Otakar Schiedeck
Otakar Schiedeck (11. června 1902 v Moravské Ostravě – 8. února 1943 v Berlíně ve věznici Plötzensee) byl magistr farmacie, který pracoval jako nenápadný lékárník v dejvické lékárně Zdeny Rybářové ve Velvarské ulici. Za protektorátu vedl malou odbojovou skupinu složenou z dejvických skautů. Kromě toho dodával zpravodajsko-sabotážní skupině Tři králové jedy a léky. Pro ilegální odbojovou organizaci Obrana národa vykonával též funkci spojky. Jeho osoba je spojena s osudovou dejvickou schůzkou podplukovníka Josefa Balabána s "majorem Ondráčkem" dne 22. dubna 1941 večer. Tato schůzka se ukázala léčkou, při níž byl podplukovník Josef Balabán zatčen gestapem. Otakar Schiedeck byl zajat druhý den (23. dubna 1941) ve svém bytě. Po téměř dva roky trvajícím věznění byl Otakar Schiedeck v Berlíně popraven gilotinou.

## Životopis
Otakar Schiedeck se narodil 11. června 1902 v Moravské Ostravě. Podzim roku 1938 zastihl magistra farmacie Otakara Schiedecka v Praze, kde bydlel (na adrese: Žitná 563/12; Praha 2) a také pracoval jako lékárník v dejvické lékárně Zdeny Rybářové (na adrese: Evropská 696/22 Praha 6, za protektorátu se ulice jmenovala Velvarská).

### Počátky odbojové činnosti
Od podzimu roku 1938 (prakticky po podepsání Mnichovské dohody) se v Praze-Dejvicích v bytě podplukovníka Josefa Balabána (v ulici Na hutích 581/1)  nebo v legionářské restauraci Bajkal na Vítězném náměstí (dnešní Dům armády Praha - DAP) začala scházet neformální skupina ve které se společně setkávali bývalí příslušníci zahraničních československých, především ruských, legií z doby první světové války (plukovník Josef Churavý, podplukovník Josef Balabán, podplukovník Josef Mašín, major letectva RNDr. Josef Jedlička, major Alois Janotka) a rovněž mladší vlastenecky smýšlející Balabánovi známí (bratr Balabánovy družky Bohuslav Sleza, ředitel Centrokomise Gustav Svoboda a lékárník Otakar Schiedeck). Složení tohoto kroužku bylo politicky názorově různorodé. To poukazovalo na fakt jak důležitou roli při formování odboje v počátečních etapách hrály osobní mezilidské vazby, zatímco např. politické názory šly v době ohrožení republiky povětšinou stranou. Jako příklad lze uvést fakt, že lékárník Otakar Schiedeck byl členem "Národně demokratické strany" a posléze i krajně pravicového Národního sjednocení. Major letectva RNDr.Josef Jedlička se netajil prosovětskými sympatiemi a nejspíše v této době již pro SSSR i zpravodajsky pracoval.

### V odboji
Po nastolení Protektorátu Čechy a Morava Otakar Schiedeck vedl též malou odbojovou skupinu dejvických skautů. Zároveň ale ochotně pomáhal i Obraně národa především jako nenápadná spojka a dodavatel léků a jedů pro zpravodajsko-sabotážní skupinu Tří králů (konkrétně prostřednictvím podplukovníka Josefa Balabána). Pro podplukovníka Josefa Balabána pracoval v odboji i bratranec Otakara Schiedecka litograf Adolf Rapp.  Ten vykonával především funkci spojky mezi Balabánem a ilegálním plukem v Praze VII.

### Před zatčením Josefa Balabána
Osoba Otakara Schiedecka je uváděna v historických textech o nekomunistickém odboji v souvislosti se zatčením prvního ze Tří králů - podplukovníka Josefa Balabána. Některé tyto prameny zároveň mylně uvádějí, že to byl magistr farmacie Otakar Schiedeck kdo přihrál Josefa Balabána do rukou gestapa. Tento omyl zřejmě pramení z té části výslechových protokolů, které se zaobírají souvislostmi dopadení Balabána. Jedná se o výslechové protokoly tlumočníků gestapa Josefa Chalupského a Josefa Urbana a gestapáka Jana Schillfa. Pro toto tvrzení by svědčil fakt, že lékárník Otakar Schiedeck byl v létě roku 1940 několik týdnů vězněn v Terezíně. Porušil totiž jazyková nařízení a na lékárně nevyvěsil německé nápisy. Schiedeckův osud (byl odsouzen německým lidovým soudem (Volksgericht) k trestu smrti a sťat gilotinou v nacistické sekyrárně v Berlíně) jakož i další vyšetřovací spisy nacistické tajné policie Schiedeckovo "udavačství" spolehlivě vyvracejí. 

### První schůzka Balabán - Ondráček
Otakar Schiedeck nemohl tušit (a žádný pramen netvrdí opak), že major "Ondráček" pracoval pro gestapo. Schiedeck tedy nepřímo přispěl k zatčení Balabána tím, že mu schůzku s "Ondráčkem" domluvil. Podle lékárníkovy výpovědi mu major "Ondráček" po příchodu do lékárny sdělil, že "má organizaci a že tato skupina by se měla spojit s Balabánovou organizací, jako že by i on sám chtěl hovořit se šéfem ilegální organizace". Podplukovník Josef Balabán se schůzkou souhlasil, chtěl s Ondráčkem mluvit a proto Schiedeck schůzku Balabán - Ondráček domluvil. Inkriminovaná schůzka se uskutečnila v lékárně ve Velvarské ulici před Velikonocemi tj. počátkem dubna 1941. Dle Schiedeckovy výpovědi se "Oba bavili o ilegálních organizacích a chtěli všechny skupiny sloučit do jedné velké ilegální organizace a s tou pak realizovat revoluci v protektorátu." Po dohodě pak další schůzku Ondráček - Balabán sjednal Schiedeck na 22. dubna 1941.

### Zatčení Josefa Balabána
Události z dejvického večera 22. dubna 1941 měly pro zúčastněné osoby dalekosáhlé důsledky. Lékárník Otakar Schiedeck se ve 21. hodin sešel s důstojníkem Ondráčkem v restauraci Fuchs na rohu Velvarské ulice. Podplukovník Josef Balabán přišel před lékárnu ve Velvarské zülici v dohodnutou dobu (21.30). Oba muži pak lékárníka Schiedecka doprovodili k zastávce tramvaje, po jejím příjezdu do ní Schiedeck nastoupil a z místa odjel domů.  Po odjezdu tramvaje se oba muži vraceli zpět k lékárně. Pravděpodobně chtěli dojít opět do restaurace Fuchs. V blízkosti restaurace Fuchs již čekali poschováváni čtyři úředníci gestapa, několik příslušníků protektorátní policie a také pozdější nebezpečný, horlivý a úspěšný konfident gestapa Jaroslav Nachtmann. Účast Jaroslava Nachtmanna při zátahu na podplukovníka Josefa Balabána nebyla náhodná. Nachtmann byl totiž absolventem poddůstojnické školy při 1. dělostřeleckém pluku v Ruzyni a asi on jediný dobře věděl, jak Josef Balabán (nejspíše v přestrojení) vypadá. Když se dvojice mužů přiblížila do blízkosti restaurace Fuchs (na rohu ulic Evropská a Studentská (za okupace Velvarská a Brahmsova)), byla (na povel komisaře Felixe Heideho) v okolí poschovávanými gestapáky obklíčena.  Nejdříve ze všech doběhl k podplukovníkovi Josefu Balabánovi Jaroslav Nachtmann. Tento aktivní boxer svojí cvičenou pěstí srazil podplukovníka k zemi a ztížil mu tím značně možnost aktivní obrany. Překvapený Balabán nemohl totiž okamžitě použít své dvě ostře nabité pistole, které měl u sebe. Balabán se přesto pokusil následně použít své střelné zbraně a snažil se dokonce i uprchnout. Během potyčky byl postřelen na třech místech, nikoliv však vážně, byl přemožen, zatčen a převezen do vězeňské nemocnice.

### Major Ondráček
Jaroslav Nachtmann obdržel za tuto akci svůj první služební byt. Skutečná totožnost konfidenta gestapa, který se vydával za "majora Ondráčka", byla dlouho pro badatele nejistá. Nejspíše se ale jednalo o Františka Kratochvíla, který zemřel ještě během druhé světové války na tuberkulózu.

### Závěr
Lékárník Otakar Schiedeck, kterého nechalo zatýkací komando odjet z místa zátahu tramvají, byl zatčen druhý den tj. 23. dubna 1941 ve svém bytě na adrese Žitná 563/12 (Praha 2) Otakar Schiedeck byl vězněn téměř dva roky. Dne 16. října 1942 byl odsouzen Lidovým soudním dvorem (Volksgericht) k trestu smrti za velezradu a napomáhání nepříteli (odbojová činnost). Byl popraven stětím gilotinou v nacistické sekyrárně v Berlíně ve věznici Plötzensee dne 8. února 1943.

Vazební fotografie (rok 1941)
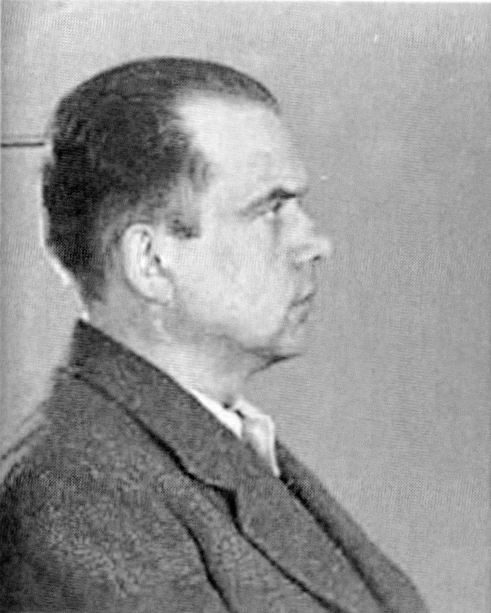
Otakar Schiedeck
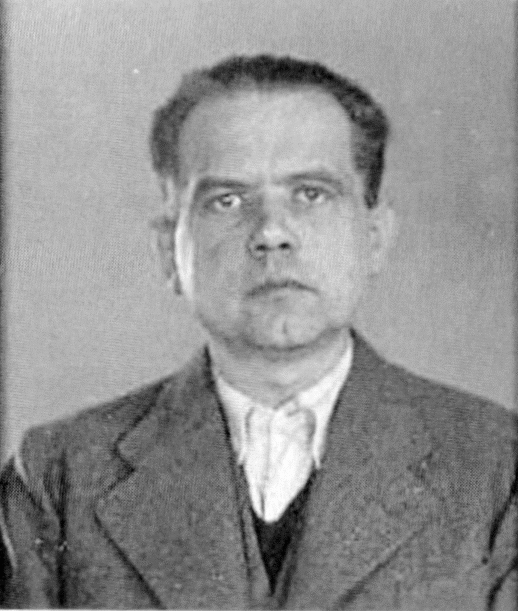
Otakar Schiedeck
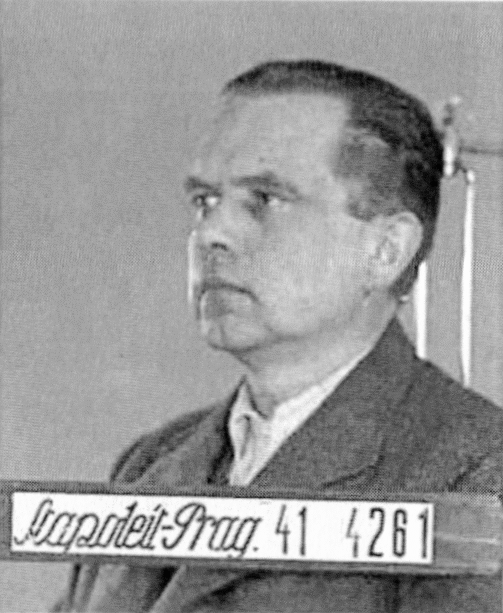
Otakar Schiedeck
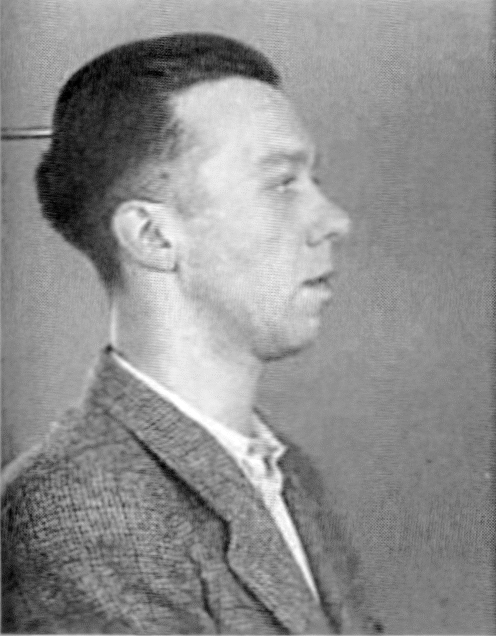
Adolf Rapp
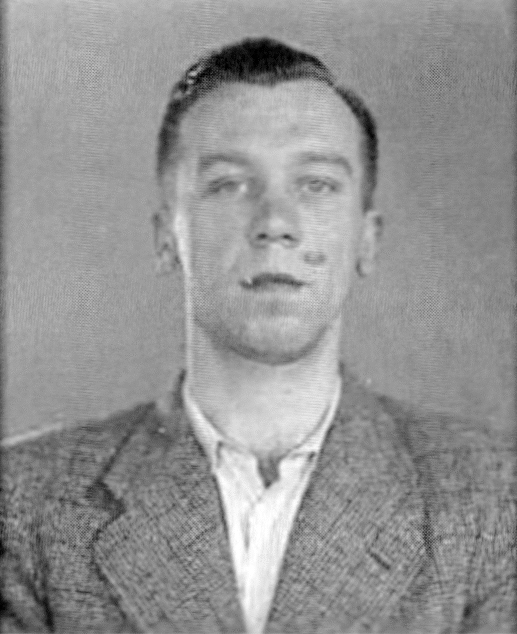
Adolf Rapp
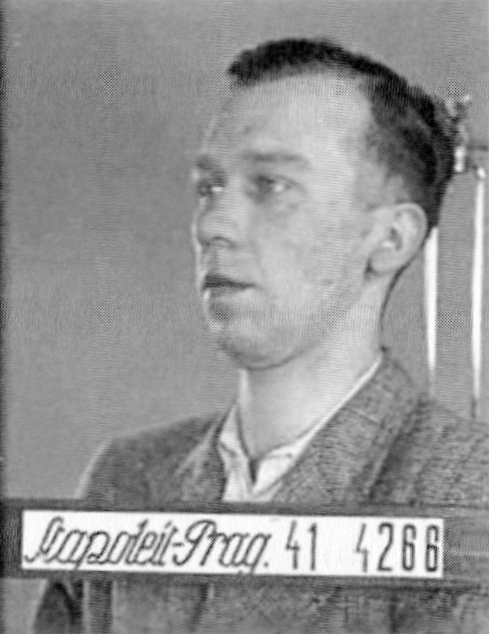
Adolf Rapp